# Hersbruck
Hersbruck (en francón „Härschbrugg“) es una pequeña ciudad de Franconia Media (Alemania), perteneciente al área metropolitana de Núremberg y que después de Lauf an der Pegnitz y Altdorf es por tamaño la tercera ciudad de la comarca de Núremberg.

## Historia
Hersbruck es mencionada por primera vez en documentos de 976, cuando se erigió allí el puente (en antiguo alemán Bruck) de un castillo. El nombre de la ciudad probablemente procede de Haderihesprucga, el puente de Haderich.
La ciudad estaba situada en la Edad Media en la Ruta dorada de Núremberg a Praga, algo que determinó su auge económico. En 1297 se otorgaron a Hersbruck derechos de ciudad. En la Edad Media tardía Hersbruck pertenecía al territorio señorial de los Duques de Baviera-Landshut. En 1504 en la Guerra de sucesión de Landshut quedó en el ámbito de la ciudad Imperial de Núremberg y pasó en 1806 de nuevo a Baviera, como toda la región de Franconia.
Durante el régimen nazi existió en Hersbruck entre 1944 y 1945 un campo anejo del Campo de concentración de Flossenbürg, el tercero en importancia del sur de Alemania, tras Dachau y el propio Flossenbürg. El campo se hallaba entre la actual Amberger Straße y el río Pegnitz, junto a la piscina. Hoy existe allí un campo de tenis. Los Comandantes de las SS utilizaban el actual edificio de Hacienda como alojamiento. Los aproximadamente 10 000 presos del campo, ante todo presos políticos o judíos, trabajaban en los túneles conocidos como Doggerstollen, en el lugar cercano de nombre Happurg para una empresa de producción bélica en el Houbirg. Cuando el Ejército de Estados Unidos se acercaba en abril de 1945, los presos fueron enviados a Dachau en las llamadas marchas de la muerte. En el campo de Hersbruck murieron unas 3.500 personas.

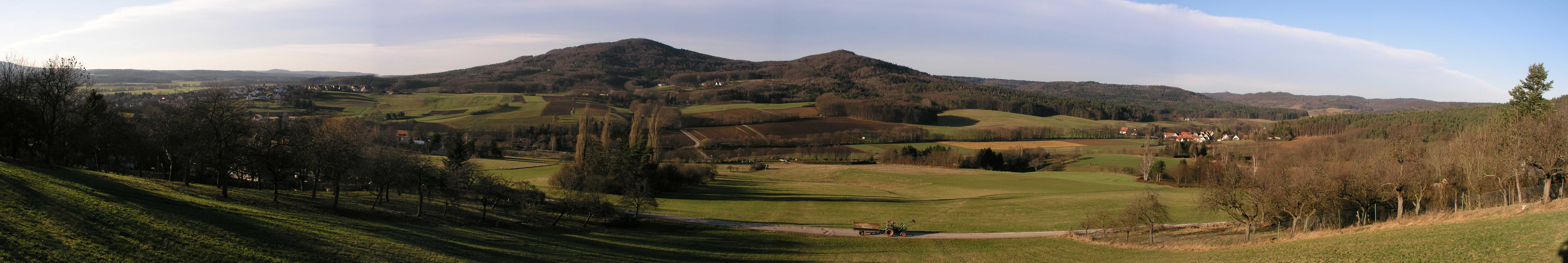
Vista desde el Michelsberg (2005).

## Distritos
La ciudad consta de 6 partes de la ciudad:
- Altensittenbach
- Kühnhofen
- Ellenbach
- Weiher
- Leutenbach
- Großviehberg

## Lugares de interés
- Iglesia de Santa María.
- Iglesia del Hospital de Santa Isabel (siglo XV)
- Castillo de Hersbruck: construido antes del año 1000; reconstruido en 1517 por la ciudad imperial de Núremberg, ampliado entre 1616 y 1622 con torres y una nueva ala.
- El Museo Pastoril de Alemania, único en Alemania sobre el pastoreo.
- Ayuntamiento
- Estatua Sin nombres de Vittore Bocchetta, erigida en 2007 en el Rosengarten. La estatua recuerda el tiempo de sufrimiento del artista en el campo de concentración de Hersbruck y su fuga en el año 1945.

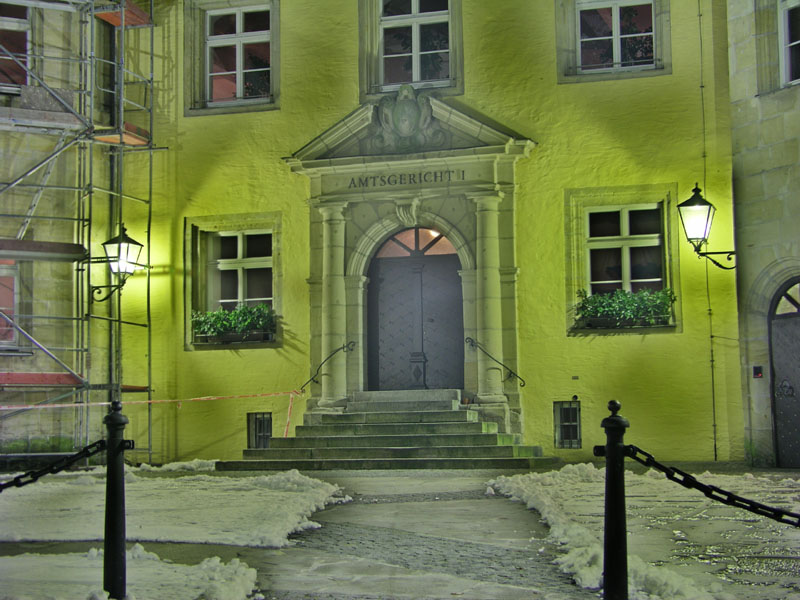
Juzgados de distrito de Hersbruck.

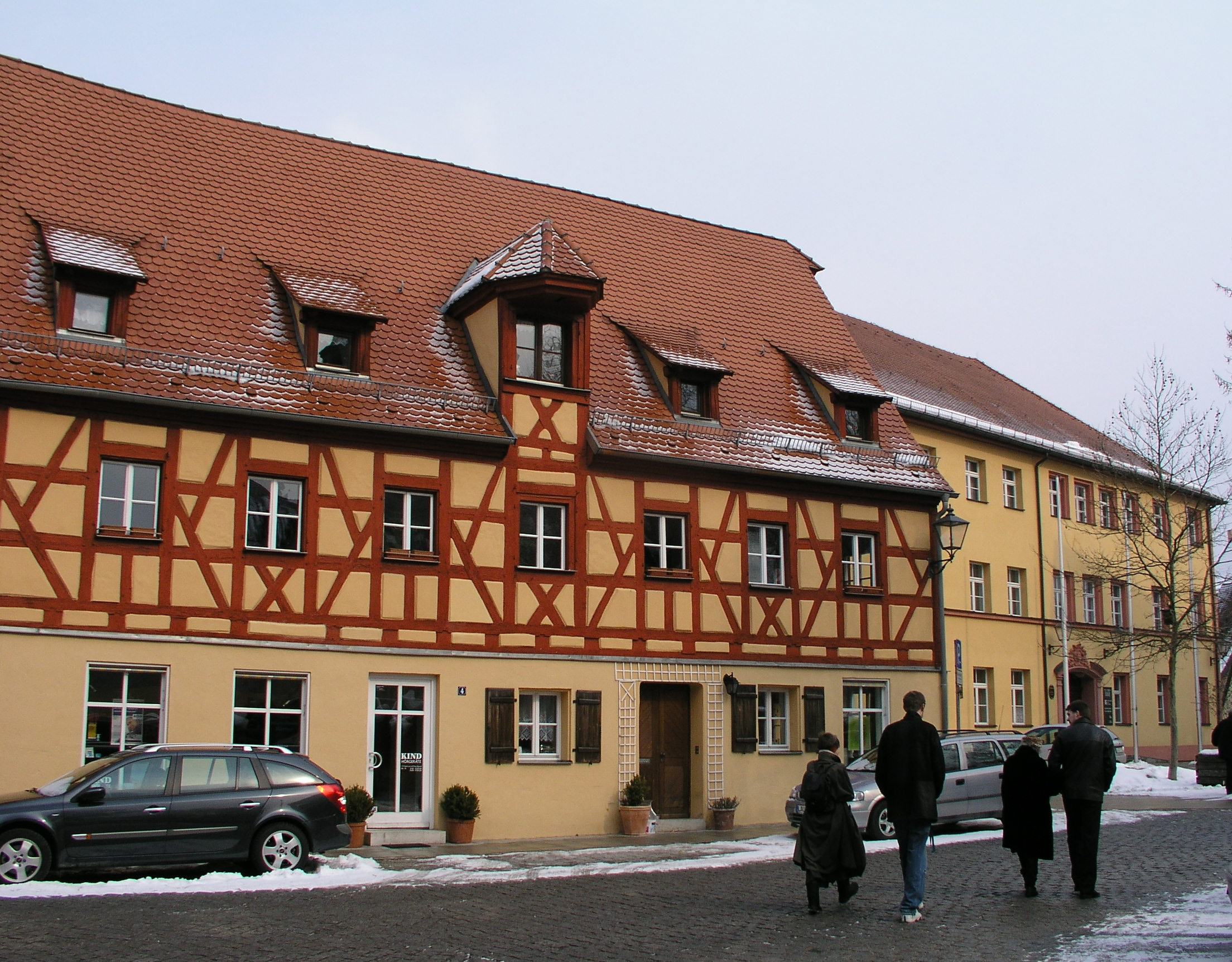
Fábrica de cervezas Schlossbräu (2005).

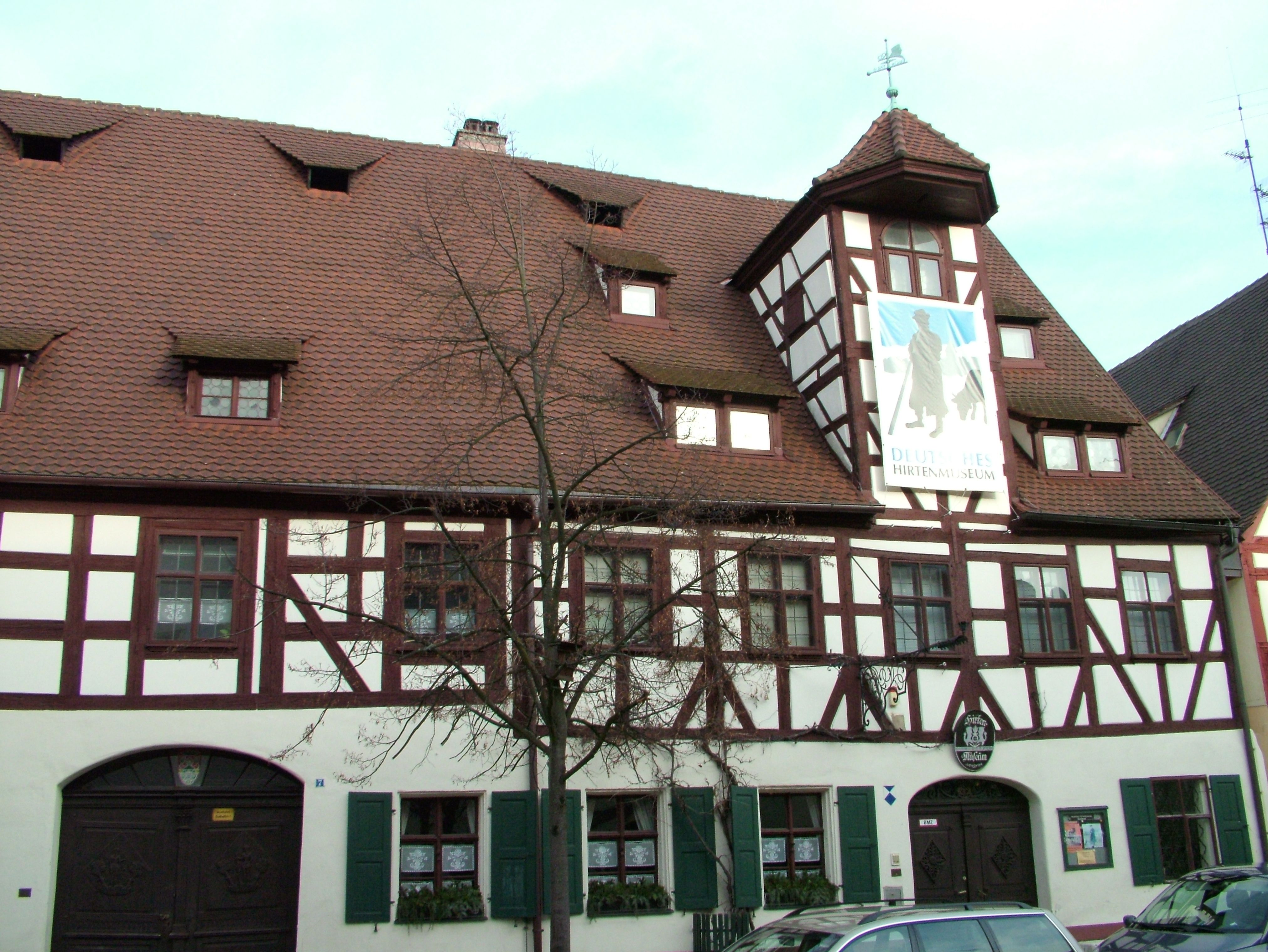
Museo pastoril.

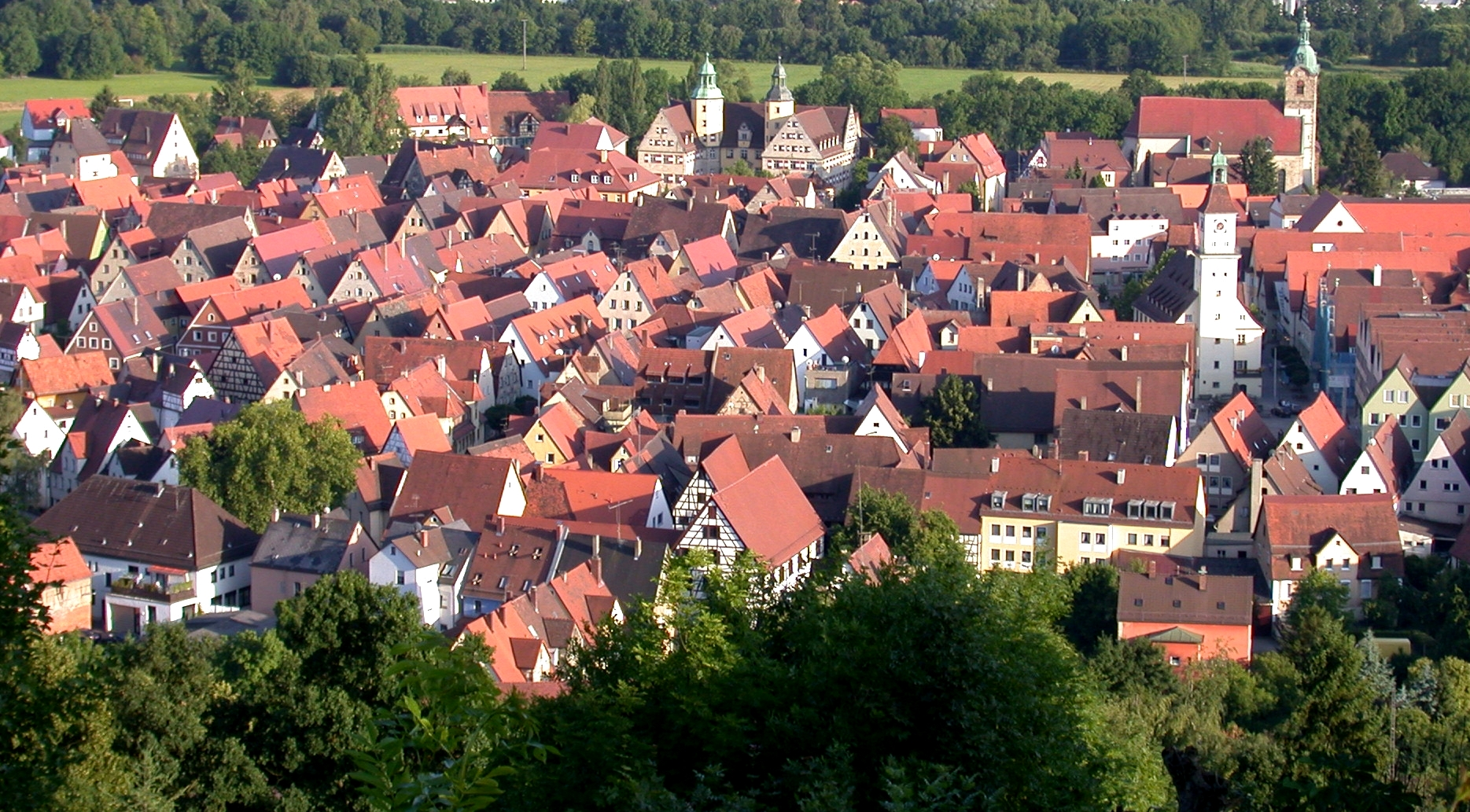
Vista de la Ciudad Vieja de Hersbruck (2001).

## Personalidades
- Nikolaus Selnecker (1530–1592), compositor y poeta eclesiástico alemán
- Christoph Althofer (1606–1660), teólogo luterano
- Jacob Paul von Gundling (1673–1731), historiador
- Johannes Scharrer (1785–1844), constructor del primer ferrocarril alemán, de Núremberg a Fürth
- Hans Lehnert (1899–1942), Jurista y opositor al nazismo]
- Günther Beckstein (* 1943), primer ministro de Baviera